# 自私 (西島隆弘單曲)
《自私》（日语：ワガママ），是AAA成員西島隆弘以個人名義「Nissy」發布的第2支單曲。avex trax於2014年11月27日開始發行。在AAA Party、mu-moショップ及え〜ショップ限定販售。A面曲是西島首次擔任作詞的歌曲。

## 收錄曲

### CD
1. ワガママ
作詞：Takahiro Nishijima/SHIROSE from WHITE JAM / 作曲：SHIROSE from WHITE JAM
2. ワガママ（instrumental）

### DVD
1. ワガママ（Music Video）
2. ワガママ（Music Video Making）
3. 「真正！！十足！特殊影像」～附有本人解說！～